# Parafia Świętych Małgorzaty i Katarzyny w Kętach
Parafia Świętych Małgorzaty i Katarzyny w Kętach – parafia rzymskokatolicka w dekanacie kęckim diecezji bielsko-żywieckiej. 
Jest najstarszą w mieście, erygowana w 1260. Została wzmiankowana w spisie parafii płacących sześcioletnią dziesięcinę w dekanacie Oświęcim diecezji krakowskiej z 1326 jako Item Albertus, plebanus ecclesie de Kant. Następnie w kolejnych spisach świętopietrza z lat 1346–1358 pod nazwą Kant, Kanth, Cant, Canth.